# Кресак Сен Жени
Кресак Сен Жени (фр. Cressac-Saint-Genis) насеље је и општина у западној Француској у региону Поату-Шарант, у департману Шарант која припада префектури Ангулем.
По подацима из 2011. године у општини је живело 151 становника, а густина насељености је износила 17,2 становника/km². Општина се простире на површини од 8,78 km². Налази се на средњој надморској висини од 87 метара (максималној 173 m, а минималној 69 m).

## Демографија
| 1962. | 1968. | 1975. | 1982. | 1990. | 1999. | 2011. |
| ----- | ----- | ----- | ----- | ----- | ----- | ----- |
| 171   | 183   | 162   | 150   | 128   | 125   | 151   |

График промене броја становника у току последњих година